# Crypsirina cucullata
Crypsirina cucullata е вид птица от семейство Вранови (Corvidae). Видът е почти застрашен от изчезване.

## Разпространение
Видът е разпространен в Мианмар.